# César Sampaio
Carlos César Sampaio Campos (* 31. březen 1968) je bývalý brazilský fotbalista a reprezentant.

## Reprezentační kariéra
César Sampaio odehrál 47 reprezentačních utkání v A-týmu Brazílie a vstřelil 6 branek. S brazilskou reprezentací se zúčastnil Mistrovství světa 1998 ve Francii.

## Statistiky
| Brazílie | Brazílie | Brazílie |
| Roky     | Záp.     | Góly     |
| -------- | -------- | -------- |
| 1990     | 1        | 0        |
| 1991     | 1        | 0        |
| 1992     | 5        | 0        |
| 1993     | 4        | 0        |
| 1994     | 2        | 0        |
| 1995     | 10       | 1        |
| 1996     | 0        | 0        |
| 1997     | 8        | 1        |
| 1998     | 9        | 4        |
| 1999     | 0        | 0        |
| 2000     | 7        | 0        |
| Celkem   | 47       | 6        |